# Općina Gjorče Petrov
Gjorče Petrov (makedonski: Ѓорче Петров) je jedna od 10 općina koje tvore grad Skoplje, glavni grad Sjeverne Makedonije.
Općina nosi ime po sjevernomakedonskom nacionalnom revolucionaru Gjorče Petrovu.

## Zemljopisne odlike
Općina Gjorče Petrov graniči s općinom Saraj na jugozapadu, općinom Karpoš na jugoistoku, općinom Čučer-Sandevo na istoku, i Kosovom na sjeveru.

## Stanovništvo
Prema popisu iz 2002. općina Gjorče Petrov imala je 41 634 stanovnika.

## Vanjske poveznice
- Općine Sjeverne Makedonije